# Santa Maria de Jesús (Centelles)
Santa Maria de Jesús és una església del municipi de Centelles (Osona) inclosa a l'Inventari del Patrimoni Arquitectònic Català.

## Descripció
La façana principal de la capella de Jesús és l'única part de l'església que ha conservat la seva fisonomia originària. És una construcció bastant asimètrica. Al frontis de l'esglesiola s'hi esculpí un escut que representa l'heràldica familiar dels Centelles-Canós. Inclou un portal de pedra treballada sostingut per dues columnes de figura geomètrica. Hi ha d'altres elements que es presenten, dins de l'estil gòtic, com a derivacions de les solucions romàniques: les dues finestres i el campanar. Dintre de l'església no hi ha cap element important i està molt modificada.

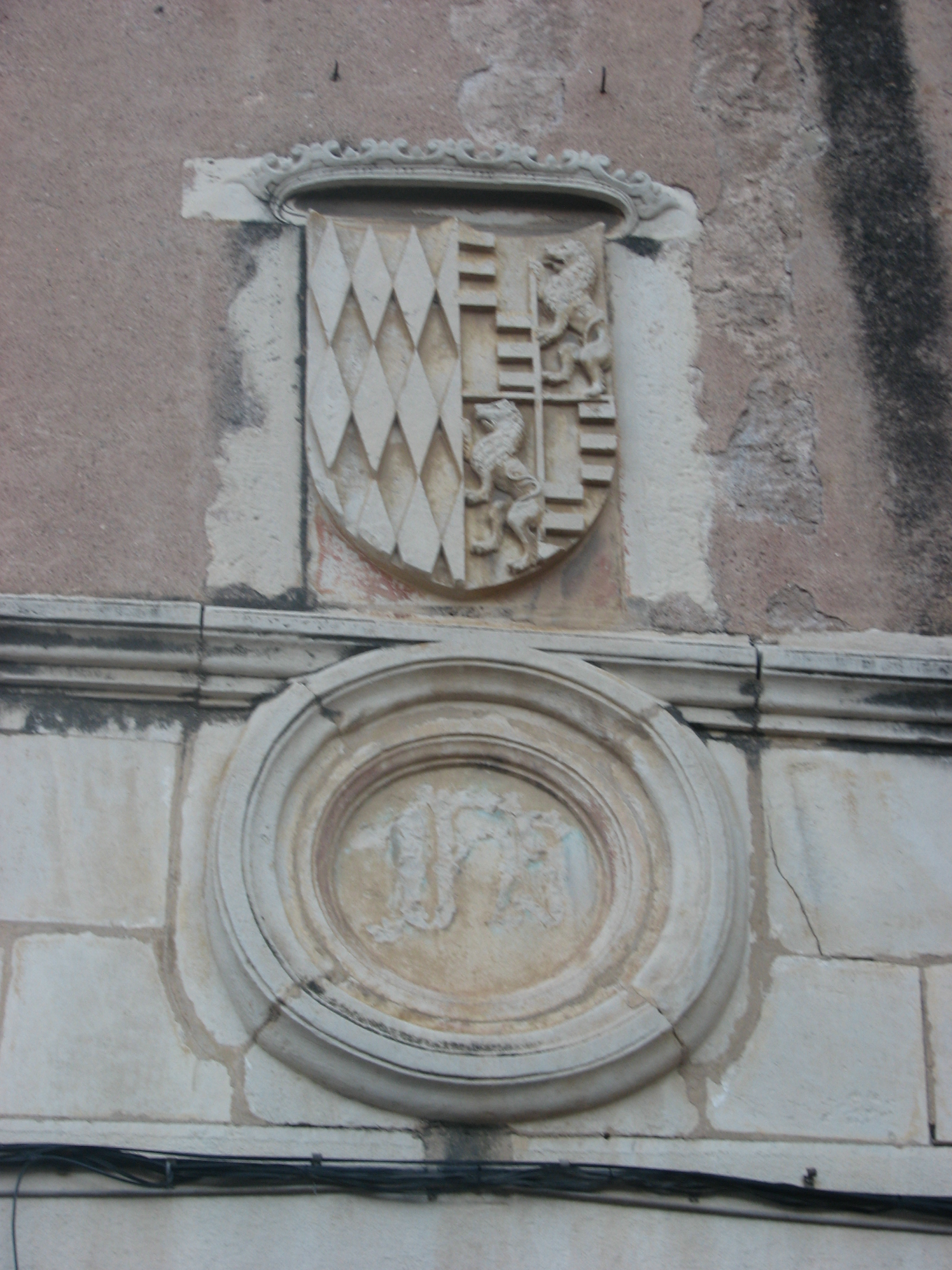
Detall de l'escut heràldic de la façana

## Història
La primera citació d'aquesta capella es dona el 26 de juny de l'any 1539 en un testament fet per Na Marçona. La seva edificació anà a càrrec de la casa baronial centellenca. L'any 1620 s'hi establí la confraria del Ciri de Nostra Senyora de Jesús, per la qual cosa sembla que ja s'establia un ús públic d'aquesta església. Vers l'any 1729 s'hi reunia el Consell general de la vila a la parròquia de Centelles. També durant el segle xvii servia d'estudi, amb mestres convocats i escollits per oposicions. Actualment s'hi donen manifestacions d'art.